# An-Naba
An-Naba “A Notícia” (do árabe: سورة النبأ) é a septuagésima oitava sura do Alcorão e tem 40 ayats.